# Liste der Kulturdenkmäler in Battenberg (Eder)
Die folgende Liste enthält die in der Denkmaltopographie ausgewiesenen Kulturdenkmäler auf dem Gebiet  der  Stadt Battenberg (Eder), Landkreis Waldeck-Frankenberg, Hessen.
Hinweis: Die Reihenfolge der Denkmäler in dieser Liste orientiert sich zunächst an Stadtteilen und anschließend der Anschrift, alternativ ist sie auch nach der Bezeichnung, der vom Landesamt für Denkmalpflege vergebenen Nummer oder der Bauzeit sortierbar.
Kulturdenkmäler werden fortlaufend im Denkmalverzeichnis des Landes Hessen durch das Landesamt für Denkmalpflege Hessen auf Basis des Hessischen Denkmalschutzgesetzes (HDSchG) geführt. Die Schutzwürdigkeit eines Kulturdenkmals hängt nicht von der Eintragung in das Denkmalverzeichnis des Landes Hessen oder der Veröffentlichung in der Denkmaltopographie ab.

Das Vorhandensein oder Fehlen eines Objekts in dieser Liste ist keine rechtsverbindliche Auskunft darüber, ob es Kulturdenkmal ist oder nicht: Diese Liste entspricht möglicherweise nicht dem aktuellen Stand der offiziellen Denkmaltopographie. Diese ist für Hessen in den entsprechenden Bänden der Denkmaltopographie Bundesrepublik Deutschland und im Internet unter DenkXweb – Kulturdenkmäler in Hessen einsehbar. Auch diese Quellen sind, obwohl sie durch das Landesamt für Denkmalpflege Hessen aktualisiert werden, nicht immer aktuell, da es im Denkmalbestand immer wieder Änderungen gibt.
Eine verbindliche Auskunft erteilt allein das Landesamt für Denkmalpflege Hessen.
Nutze diese Kartenansicht, um Koordinaten in der Liste zu setzen. In dieser Kartenansicht sind Kulturdenkmale ohne Koordinaten mit einem roten bzw. orangen Marker dargestellt und können in der Karte gesetzt werden. Kulturdenkmale ohne Bild sind mit einem blauen bzw. roten Marker gekennzeichnet, Kulturdenkmale mit Bild mit einem grünen bzw. orangen Marker.

## Kulturdenkmäler nach Ortsteilen

### Berghofen
| Bild            | Bezeichnung                                        | Lage                                                          | Beschreibung | Bauzeit                   | Objekt-Nr. |
| --------------- | -------------------------------------------------- | ------------------------------------------------------------- | --- | ------------------------- | ---------- |
| Bild gesucht BW | Wohnhaus und Scheune                               | Berghofen, Battenberger Straße 3 LageFlur: 16, Flurstück: 2/3 | An der Ecke zur Palmsbergstraße traufseitig, von der Straße zurückgesetzt errichtete Scheune mit nahezu firstparallel angebautem Fachwerkwohnhaus. Vermutlich handelt es sich um die älteste Hofstelle des Ortes. Die zunächst errichtete, zweigeschossige Scheune mit massiv erneuertem Erdgeschoss verfügt über ein hohes von zwei Türen flankiertes Scheunentor, über dem sich ein jüngerer Anbau befindet. Die profilierte Schwelle des Obergeschosses ist über dem Scheunentor mit einer Inschrift versehen: „Johannes Arnold und maria chaharin deßen eheweib haben gott vertraut und diese scheuer erbaut den 1 tag august ANNO 1771“. Bemerkenswert sind die Radbilder an den Ständern. Das Wohnhaus wurde laut Inschrift im rähmähnlichen Langriegel erst drei Jahre später errichtet: „Das walt Gottvatter durch seinen lieben Jesum Christum und Durch den werthen heiligen Geist Der hoch gelobten dreyfaltigkeit sey Lob und Preiß in ewigkeit Amen * Bitte gott um seinen Segen, woran allen ist gelegen, wer den selben nicht hath, komt Samen ein Jahr zu früh Anno 1774“. Es handelt sich um ein Fachwerkwohnhaus über einem flachen Sandsteinquadersockel, der an der verkleideten Giebelseite höher ausgeführt ist. Das Fachwerk präsentiert sich als Ständerbau mit zweistöckigem Zwischenständerwerk, in das Langriegel anstelle von Schwelle und Rähm eingezapft sind. Die Profilierung des unteren Langriegels läuft über den Gefügeständer weiter und erweckt so den Eindruck eines Geschossbaus. | 1771                      | 79170 DDB  |
| Bild gesucht BW | Wohnhaus                                           | Berghofen, Battenberger Straße 7 LageFlur: 18, Flurstück: 55  | Spitzwinklig und giebelständig zur Straße errichtetes, zweigeschossiges Fachwerkwohnhaus auf abgestuftem Sandsteinquadersockel, das hofseitig über eine flache Freitreppe erschlossen ist. Die 1950 noch lesbare Inschrift datiert das Gebäude: „Durch Gotes Hilfe und Macht ist dieser Bau instand gebracht. Jacob Sellmann und dessen Ehefrau haben Gott vertraut und dieses Haus erbaut Zimmermeister ist gewesen Johannes Jesberg von Röddenau 18. Juli 1808“. Während das Erdgeschoss in der hinteren Haushälfte massiv erneuert wurde, dürfte sich unter der Verkleidung an den Traufseiten und Verschieferung an der Giebelseite das ursprüngliche Fachwerk, mit stockwerkübergreifenden Gefügeständern an den Gebäudeecken und zweistöckigem Zwischenständerwerk mit eingezapftem Langriegel, erhalten haben, da die Fenster in Größe und Position historischen Ansichten entsprechen. Zum Denkmalumfang gehört außerdem eine gegenüber dem Wohnhaus den Hofraum abschließende, ebenfalls giebelständig zur Straße errichtete Scheune. Das große, traufseitig angeordnete Hoftor reicht bis ins obere Geschoss hinein. Rechtsseitig ist das jüngere, stockwerkweise verzimmerte Fachwerk durch geschosshohe Streben gekennzeichnet, linker Hand der vordere Bereich des Erdgeschosses in Ziegelmauerwerk massiv erneuert. Trotzdem ist die Fachwerkkonstruktion mit kräftigen, geschossübergreifenden Gefügeständern und zweigeschossigem Zwischenständerwerk mit eingezapftem Langriegel deutlich ablesbar geblieben. Die Profilierung der Langriegel läuft über die Gefügeständer hinweg. Die Eckständer verfügen über Rundstabprofile, die unten in einer mit Flechtwerk versehenen Basis, oben in einem Perlstab mit Rosetten enden. Ausgesteift wird das Gefüge durch Streben mit Kopfwinkelhölzern und gegenläufigen Fußbändern sowie einigen Kurzstreben. | 1808                      | 79171 DDB  |
| Bild gesucht BW | Gesamtanlage historischer Ortskern                 | Berghofen, Gesamtanlage historischer Ortskern Lage            | |                           | 760375 DDB |
| Bild gesucht BW | Wohnbau und Wirtschaftsgebäude                     | Berghofen, Grabenstraße 2 LageFlur: 16, Flurstück: 21/3       | Das ursprünglich in Rennertehausen errichtete Haus wurde wohl in der zweiten Hälfte des 19. Jahrhunderts zerlegt und in Berghofen wieder aufgebaut. Eine Inschrift über der Tür lautet: „Conrad Röse und dessen Ehefrau haben gott vertraut und dieses Haus erbaut im Jahr Christi 1833 Zimmermeister war Friedrich Noll von Laisa“. In den Hofraum der Parzelle zurückgesetzt, erweitert das zur Grabenstraße traufständige Gebäude den Straßenraum an der Einmündung zur Zentralstraße platzartig. Die 1929 über einem flachen Sockel mit massivem Erdgeschoss errichteten Wirtschaftsgebäude in konstruktivem Fachwerk mit hohen Streben und Kopfbändern verengen die Straße wieder. Das zweigeschossige Wohnhaus auf nahezu geschosshohem, verputzten Sockel wird traufseitig über eine Freitreppe durch eine Rahmen-Füllungs-Tür des Jugendstils mit feststehendem Glasoberlicht erschlossen, die in die Fachwerkkonstruktion des Erdgeschosses einschneidet. Zwischen kräftige, geschossübergreifende Gefügeständer ist zweistöckiges Zwischenständerwerk in Langriegel anstelle von Schwelle und Rähm eingezapft. | 2. Hälfte 19. Jahrhundert | 79172 DDB  |
| Bild gesucht BW | Wohnhaus                                           | Berghofen, Laisaer Straße 2 LageFlur: 16, Flurstück: 9/2      | Zweigeschossiges, giebelständiges Fachwerkwohnhaus des 18. Jahrhunderts über einem verputzten, flachen Sockel mit jüngerem Eingangsanbau im Hof. Das giebelseitig verschieferte Gebäude ist stockwerkweise mit großem Überstand verzimmert und zeigt an der Traufseite eine reich beschnitzte Gebälkzone mit profiliertem Rähm, abgetreppten Balkenköpfen, beschnitzten Füllbretter und einer Schwelle mit Zahnfries. Im Erdgeschoss teilweise in jüngerer Zeit erneuert und mit einer geschosshohen Strebe versehen, ist das Fachwerkgefüge des Obergeschosses durch Mannfiguren mit weit gespreizten Streben und Andreaskreuz mit Kreisformen ausgesteift. | 18. Jahrhundert           | 79173 DDB  |
| Bild gesucht BW | Einhaus und Scheune                                | Berghofen, Laisaer Straße 5 LageFlur: 16, Flurstück: 54       | Traufständiges, zweigeschossiges, in den Hofraum zurückgesetztes, komplett verschiefertes Fachwerkeinhaus mit rechtsseitig angesetztem Scheunenteil mit Toreinfahrt. Das über einem flachen Sockel ohne Überstände verzimmerte Fachwerk verweist in eine Erbauungszeit in der Mitte des 19. Jahrhunderts. | Mitte 19. Jahrhundert     | 79174 DDB  |
| Bild gesucht BW | Alte Schule                                        | Berghofen, Palmsbergstraße 2 LageFlur: 18, Flurstück: 58/4    | Die Alte Schule stand an der Stelle der heutigen Kirche. 1827 kauft die Gemeinde eines der Biedenfeldschen Häuser vom Gutshof und richtet dort die Schule ein. 1833 erfolgten umfangreiche Renovierungen, 1911 und 1932 die Erweiterung des Schulsaals. Seit die Schule 1974 geschlossen wurde, ist das Gebäude in Privatbesitz und wurde zum Wohnhaus umgebaut. Über einem hohen Sandsteinquadersockel erhebt sich das zweigeschossige, giebelständige Fachwerkhaus, das weit von der Straßenflucht entfernt, in den Hofraum zurückgesetzt ist. Die traufseitig im Hof gelegene, hohe Türöffnung mit Oberlicht durchschneidet Sockel und Erdgeschossfachwerk. Während sich im Erdgeschoss ursprünglich nur rechts der Tür zwei Fenster befanden, war die heute verkleidete Giebelseite mit einem vierteiligen Fensterband versehen, dessen eines Fenster zugesetzt wurde. Das hohe Obergeschoss ist dagegen auf der Traufseite regelmäßig durchfenstert gewesen und erhielt an der verschieferten Giebelseite erst Mitte des 20. Jahrhunderts die heutigen Öffnungen anstelle eines kleinen Fensters. Abgeschlossen wird die Giebelseite von einem zweifach überkragenden, verschieferten Giebel, der das Satteldach trägt. Das mittels Mannfiguren ausgesteifte, stockwerkweise abgezimmerte Fachwerk wird durch eine Gebälkzone mit gerundeten Füllhölzern mit Schiffskehlen sowie Obergeschossschwelle mit Rundstabprofil bestimmt. | 1827/1833                 | 79175 DDB  |
| Bild gesucht BW | Ehemaliges Forsthaus                               | Berghofen, Rainstraße 25 LageFlur: 4, Flurstück: 58/3         | Nachdem das ehemals Hessen-Darmstädtische Hinterland nach 1867 preußisch geworden war, begann die Neuorganisation des Forstwesens nach preußischem Muster, in Folge derer neue Gebäude für Förster und Waldarbeiter entstanden. Das Forsthaus in Berghofen wurde wohl vor 1900 westlich des Ortes an der heutigen Rainstraße errichtet und präsentiert sich heute als eingeschossiges, massives, heute weiß verputztes, giebelständiges Ziegelgebäude. Über dem Erdgeschoss des im Westen mit einem traufständigen Wirtschaftsanbau versehenen Hauses, erhebt sich auf profilierten Balkenköpfen ein Fachwerkdrempelgeschoss, das straßenseitig mit einem Giebel abschließt, dessen Fachwerkgefüge durch Andreaskreuze in einigen Brüstungsgefachen geschmückt ist. Den oberen Abschluss des Gebäudes bildet ein flaches Pfettendach mit weit vorkragendem Ortgang. | um 1900                   | 79866 DDB  |
| Bild gesucht BW | Evangelische Kirche                                | Berghofen, Zentralstraße 1 LageFlur: 18, Flurstück: 49/2      | Der Bau der ersten bekannten Kirche erfolgte 1561. Wie ein Modell zeigt, handelte es sich um eine Fachwerkkirche auf einem geschosshohen Bruchsteinsockel, deren einfaches Satteldach im Westen von einem Dachreiter mit spitzem Zeltdach bekrönt wurde. Sie wurde 1911 wegen Baufälligkeit und mangelnder Größe abgerissen und an anderer Stelle durch einen Neubau ersetzt. 1912/1913 wird dann eine neue Kirche an der Einmündung des Eckenweges in die Zentralstraße nach den Plänen des Kirchenbaumeisters für den Konsistorialbezirk Wiesbaden, Ludwig Hofmann aus Herborn, errichtet. Die Hälfte der Kosten trug Kaiser Wilhelm II. in Form eines Gnadengeschenks. Am 17. August 1913 wurde die Kirche geweiht. Die 1967 renovierte Kirche zeigt sich außen als einfacher, aus grob behauenem Werkstein errichteter Saalbau mit stumpfem Abschluss im Osten und einer eingezogenen Vorhalle im Westen, neben der sich der Aufgang zur Empore befindet. Am Schnittpunkt der mit einem verschieferten, doppelt überkragenden Giebel versehenen Vorhalle und dem Kirchenschiff erhebt sich ein hoher, quadratischer Dachreiter mit spitzem Turmhelm. Einziges, aufwendiger gestaltetes Bauteil, der ansonsten schlichten Kirche ist die in der Vorhalle angeordnete segmentbogige Tür mit ihrem in Renaissancemanier ausgebildeten stark profilierten Gewände mit Blattrankenrahmung und einem Schlussstein in Form eines mit Blattrahmen versehenen, auf einer Blüte angeordnetem Herzjesukreuz. Der außer von den drei Rundbogenfenstern der Längsseiten noch durch kleine Gauben in der flachen Gewölbetonne belichtete Raum ist weiß getüncht und wird nur durch die Einbauten an den beiden Schmalseiten sowie ein in der Mitte des Kirchenschiffs angebrachtes Sprengwerk gegliedert. Den Westen nimmt die auf vier gefasten Ständern mit geschwungenen Kopfhölzern ruhende Orgelempore ein, die über eine mit stark profilierten Taubändern und schlanken Brettbalustern versehen Brüstung verfügt. Die Ostseite nimmt unter einem in barocken Formen gefassten Bleiglasfenster mit dem Bildnis Jesu als Hirte ein Kanzelaltar ein, dessen zentrale Kanzel im Jahre 1780 vom ortsansässigen Schreiner Johann Heinrich Henkel gefertigt und 1912 an der heutigen Stelle eingefügt wurde. Der rückseitig erschlossene, polygonale Kanzelkorb ruht auf einem achteckigen Fuß, dessen unterer Teil aus Sandstein gefertigt ist und dessen oberer hölzerner Teil über geschwungenen Kopfbänder den mit stark profilierten Horizontalhölzern versehenen Korb trägt. | 1561                      | 79176 DDB  |
| Bild gesucht BW | ehem. Back- und Gemeinschaftshaus heute Jugendheim | Berghofen, Zentralstraße 2 LageFlur: 16, Flurstück: 15        | 1925 wurde von der Gemeinde auf einer der inselartig zwischen Battenberger Straße und Zentralstraße gelegenen Parzellen das Back- und Gemeinschaftshaus schräg gegenüber der Kirche erbaut. Später als Kindergarten genutzt, dient es heute als Jugendheim. Das großvolumige, zweistöckige Gebäude erhebt sich über einem flachen Werksteinsockel aus Sandstein. An der zur Zentralstraße ausgerichteten Giebelseite befanden sich mittig im massiven Erdgeschoss statt dem einen verbliebenen Zugang ehemals zwei Eingänge zu je einem Ofen. Das vollständig verschieferte Obergeschoss wird von einem Halbwalmdach abgeschlossen. An der nördlichen Traufseite befindet sich ein eingeschossiger Anbau als Eingang mit abgeschlepptem Dach mit Drempel. | 1925                      | 79177 DDB  |

### Dodenau
| Bild            | Bezeichnung                                         | Lage                                                                         | Beschreibung | Bauzeit                                  | Objekt-Nr. |
| --------------- | --------------------------------------------------- | ---------------------------------------------------------------------------- | --- | ---------------------------------------- | ---------- |
| Bild gesucht BW | Wohnhaus                                            | Dodenau, Auestraße 1 LageFlur: 1, Flurstück: 146                             | Im 19. Jahrhundert auf einer schmalen Parzelle an der Einmündung der Auestraße in die Berliner Straße zweigeschossig errichtetes ehemaliges Fachwerkeinhaus auf flachem Sockel mit rückwärtig in Firstrichtung angefügtem Wirtschaftsteil. Das stockwerkweise ohne Überstände abgezimmerte Fachwerk des Wohnhauses, das traufseitig in der Mitte über eine Freitreppe erschlossen wird, ist nur durch geschosshohe Streben an den Eckständern ausgesteift und an der Giebelseite zur Berliner Straße komplett verkleidet. Links vom Eingang ist das Erdgeschoss massiv erneuert. Der von einem breiten, mit vertikaler Verbretterung versehenen, rechtsseitig angeordneten Zwerchgiebel bekrönte Wirtschaftsteil weist einen Höhenversprung im massiv gemauerten Erdgeschoss auf. Das konstruktive Fachwerk wird ebenfalls durch geschosshohe Streben ausgesteift. | 19. Jahrhundert                          | 79187 DDB  |
| Bild gesucht BW | Wohnhaus                                            | Dodenau, Auestraße 7 LageFlur: 2, Flurstück: 84                              | An einer platzartig erweiterten Kreuzung mit der Biegenstraße auf einer großen, unregelmäßigen Parzelle errichtetes, zweigeschossiges Fachwerkwohnhaus mit zwei nach hinten in Firstrichtung anschließenden Erweiterungsbauten. Die Schwelle des zweifach überkragenden, mittig mit Winkelhölzern versehenen, zum Platz ausgerichteten Giebels trägt folgende Inschrift: „Wer Gott vertraut, der hat wohl gebaut Anno 1741“. Das Fachwerk über dem nach hinten ansteigenden Werksteinsockel ist an den der Straße zugewandten Eckständern sowie dem traufseitigen Bundständer des Obergeschosses durch Mannfiguren teilweise mit Gegenstreben ausgesteift, die breite Gebälkzone wird durch gerundete Balkenköpfe und Füllhölzer sowie profilierte Schwellen betont. Der erste Erweiterungsbau zeigt einfaches konstruktives Fachwerk mit einer dem Ursprungsbau angepassten Gebälkzone, während der hintere, zu Wirtschaftszwecken mit einer großen Torfahrt versehene Anbau nur über einfaches Fachwerk verfügt. Links des Tores gibt es einen Geschossversprung mit niedrigerem in Ziegelmauerwerk errichtetem Erdgeschoss. | 1741                                     | 79188 DDB  |
| Bild gesucht BW | Ederbrücke                                          | Dodenau, Bahnhofstraße, Eder LageFlur: 2, 3, Flurstück: 11/8, 110/1          | Zwischen 1900 und 1910 im Zuge des Ausbaus der Bahnstrecke errichtete Straßenbrücke, die den Ort Dodenau mit seinem auf der anderen Ederseite gelegenen Bahnhof verbindet. Auffahrt und Wellenbrecher der mit vier Segmentbögen die Eder überspannenden, aus Grauwacke gemauerten Brücke sind als Kontrast in lagenhaft vermauertem roten Sandstein errichtet worden. Die Fahrbahn der historischen Brücke ist im späten 20. Jahrhundert verbreitert und mit Trottoirs versehen worden. | 1900/1910                                | 79211 DDB  |
| Bild gesucht BW | Altes Bürgermeisteramt, heute Schule                | Dodenau, Bahnhofstraße 3 LageFlur: 3, Flurstück: 86/1                        | An einer Biegung der Bahnhofstraße und zu dieser auf stark abfallendem Gelände traufständig im Heimatstil errichtetes, großvolumiges Gebäude, das von einem Satteldach abgeschlossen wird. Zur Straße hin mit einem nahezu geschosshohen Werksteinsockel versehen, erhebt sich die rückseitige, zweigeschossige Eingangsfassade nur über einem flachen Sockel. Der Zugang erfolgt durch einen offenen, übergiebelten Windfang. Die Fassaden sind unregelmäßig und verschiedenformatig durchfenstert. Alle großen, zweiflügeligen Fenster verfügen über eine auffällige Sprossenteilung und Klappläden. Die beiden Giebel, der eine komplett verschiefert, der andere mit konstruktivem Fachwerk unterhalb des verschieferten Spitzbodens, sind durch je ein Paar segmentbogig abgeschlossene Fenster mit Klappläden sowie ein quadratisches Fenster im Spitzboden betont. |                                          | 79189 DDB  |
| Bild gesucht BW | Altes Schulhaus                                     | Dodenau, Bahnhofstraße 5 LageFlur: 3, Flurstück: 86/2                        | Das teilweise verputzte, teilweise verkleidete, zweigeschossige Anfang des 19. Jahrhunderts errichtete Fachwerkgebäude erhebt sich über einem abgestuften Sockel mittig auf einer zwischen Bahnhofstraße und Ringstraße gelegenen Parzelle und bildet den optischen Abschluss der in Nordsüd-Richtung verlaufenden und hier nach Osten abknickenden Ringstraße. Die Eingangsachse des leicht winklig, giebelständig zur Bahnhofstraße ausgerichteten Baus an der östliche Traufseite wird von einer Giebelgaube bekrönt. Rechts dieser Achse befinden sich in beiden Geschossen vierteilige Fensterbänder. Die westliche Traufseite ist mittig durch ein übergiebeltes Zwerchhaus betont, dessen zweiachsige Gliederung sich auch in den darunter liegenden Geschossen fortsetzt. Seit 1963 wird das Gebäude zu Wohnzwecken genutzt. | Beginn 19. Jahrhundert                   | 79190 DDB  |
| Bild gesucht BW | Wohnhaus                                            | Dodenau, Bahnhofstraße 11 LageFlur: 3, Flurstück: 137/3                      | Auf einer unregelmäßig zugeschnittenen Parzelle um 1800 winklig zur Straße errichtetes Wohnhaus mit rechtsseitigem Scheunenanbau, das eine optische Verengung der Bahnhofstraße bildet. Die Fachwerkfassade des Wohnteils erhebt sich über einem flachen Sockel und wird im Erdgeschoss mit halbhohen Streben, im Obergeschoss von weitgespreizten Streben an Eck- und Bundständern, die teilweise Mannfiguren ausbilden, ausgesteift. In der Gebälkzone ist die Schwelle mit einem Rundstab profiliert, die Füllhölzer sind gerundet. Eine kleine Freitreppe erschließt die zweiflügelige Eingangstür. Rechts der Eingangstür ist das Erdgeschoss massiv erneuert. | um 1800                                  | 79191 DDB  |
| Bild gesucht BW | Bahnhof                                             | Dodenau, Bahnhofstraße 29 LageFlur: 2, Flurstück: 144/2                      | Nach einem Entwurf von Alois Holtmeyer südlich des Ortes, jenseits der Eder 1910 errichteter, zweigeschossiger Typenbau (vgl. Hatzfeld und Reddighausen). Über einem Natursteinsockel erheben sich ein massives, hell verputztes Erdgeschoss und ein verschiefertes Fachwerkobergeschoss. Dem Erdgeschoss sind gleisseitig und westlich eingeschossige Vorbauten mit hohen Walmdächern angefügt, östlich schließt ein eingeschossiger Fachwerkbau an. Abgeschlossen ist das Gebäude von einem hohen Walmdach, das an den Schmalseiten von polygonalen Walmdachgauben bekrönt wird. | 1910                                     | 79192 DDB  |
| Bild gesucht BW | Wohnwirtschaftsgebäude                              | Dodenau, Berliner Straße 1 LageFlur: 1, Flurstück: 154/1                     | In der Mitte des 19. Jahrhunderts an Stelle eines Vorgängerbaus aus dem Jahre 1740 errichtetes, giebelständiges, zweigeschossiges Fachwerkeinhaus an einer Kreuzung mit der Ringsstraße. Das über einem flachen Werksteinsockel erbaute fünfzonige Wohn- und Wirtschaftsgebäude zeigt in der Gebäudemitte zwei den Wohnbereich bildende Zonen, an die rückwärtig der Stallteil anschließt. Der Wohnbereich des ehemals aus dem Straßenraum zurückversetzten Hauses wurde um 1900 firstparallel verlängert und giebelseitig verschiefert. An der Traufseite zeigt sich ein konstruktives Fachwerkgefüge mit geschosshohen Streben, an dem die einzelnen Zonen noch immer deutlich ablesbar sind. Eine Inschrift über dem offensichtlich zweitverwendeten Sturzbalken des Scheunentors lautet: „Diese Scheuer thaten bauen, Philip Kinckel wohnhafft hier, nebst seiner lieben Eh=frauen, die ich jeß und auch berühr, schaut anna maria heist Ihr Name wie diß ausweist, diese haben Gott vertrauet und diese Scheuer erbauet 1740 d.3 may Zimmermeister ist gewesen david Schmid von engel“. | 1740, Wiederaufbau Mitte 19. Jahrhundert | 79193 DDB  |
| Bild gesucht BW | Wohnhaus                                            | Dodenau, Berliner Straße 4 LageFlur: 3, Flurstück: 81                        | An der Einmündung der Elsoffer Straße, am rückwärtigen Ende der kleinen Parzelle traufständig errichtetes, ehemals fünfachsiges, zweigeschossiges Fachwerkwohnhaus des ausgehenden 18. Jahrhunderts über verputztem, den Geländeanstieg ausgleichendem Sockel. Der Eingang liegt mittig an der Traufseite und wird über eine Freitreppe erschlossen. Das nahezu symmetrisch aufgebaute Fachwerk ist im Erdgeschoss mit geschosshohen Streben, im Obergeschoss mit Mannfiguren an den Eckständern und Dreiviertelstreben an den Bundständern ausgesteift. Die breite Gebälkzone verfügt über genutete Balkenköpfe und gerundete Füllhölzer, Schwelle und Balkenköpfe des Giebels sind mit einem durchlaufenden Rundstabprofil versehen. Durch antithetisch symmetrische Streben und Kurzstreben ist der Giebel betont. | Ende 18. Jahrhundert                     | 79194 DDB  |
| Bild gesucht BW | Wohnwirtschaftsgebäude                              | Dodenau, Berliner Straße 21 LageFlur: 1, Flurstück: 132/1                    | Im früheren 19. Jahrhundert errichtetes, giebelständiges, auf der Parzelle von der Straße zurückgesetztes, zweigeschossiges Fachwerkeinhaus mit Satteldach. Nahezu komplett verschiefert ist das um 1900 stark umgebaute Gebäude giebelseitig im Erdgeschoss mit gestanztem Blech verkleidet, das Ziegel und an den Ecken diamantierte Eckquader imitiert. Eine traufseitige, zweigeschossige Auslucht mit Schleppdach beherbergt den loggiaähnlichen, in historistischen Formen errichteten Eingang. Erhalten ist auch die zweiflügelige, mit beschnitzten Füllungen versehene, historistische Eingangstür mit feststehendem Glasoberlicht. Rechts davon befindet sich der Scheunenteil, der in jüngerer Zeit um ein Wirtschaftsteil verlängert wurde. | Beginn 19. Jahrhundert                   | 79195 DDB  |
| Bild gesucht BW | Ehemalige Oberförsterei mit Scheune und Einfriedung | Dodenau, Berliner Straße 28 LageFlur: 1, Flurstück: 67                       | Im Gegensatz zu den meisten Forsthäusern der Region, die erst in preußischer Zeit errichtet wurden, entstand die Oberförsterei Dodenau bereits unter der Großherzoglich Darmstädtischen Forstverwaltung im Jahre 1862. Daher unterscheidet sich auch der Baustil deutlich von den späteren Typenbauten mit Wohntrakt und Wirtschaftsteil. An der Einmündung zur Ringstraße und dazu traufständig errichtetes, vierachsiges Wohnhaus aus weitgehend lagenhaft vermauerten Bruchsteinen über einem ebensolchen, durch ein Sandsteingesims abgesetzten Sockel. Betont wird die straßenseitige Trauffassade durch ein mittig angeordnetes, einachsiges, übergiebeltes Zwerchhaus im Drempelgeschoss, das mit auf vier Sandsteinkonsolen ruhenden Lisenen versehen ist. An der Rückseite prägt ein ebenfalls übergiebelter Mittelrisalit mit Zwillingsfenstern das Gebäude. Alle Giebelfelder sind mit je einem Okulus verziert. Die Fensterlaibungen sind in rotem Sandstein abgesetzt und im Erdgeschoss mit Klappläden versehen. Zu dem 1862 als Oberförsterei erbauten Haus gehört außerdem ein Wirtschaftsgebäude aus den gleichen Baumaterialien, das mit Lüftungsschlitzen und Okuli in den Giebeln versehen ist. Das Grundstück ist von einer Einfriedung aus Bruchsteinmauerwerk, das mit Sandsteinplatten abgedeckt ist, umgeben. | 1862                                     | 79196 DDB  |
| Bild gesucht BW | Schmiede                                            | Dodenau, Biegenstraße LageFlur: 2, Flurstück: 87                             | Im ausgehenden 19. Jahrhundert als Schmiede errichteter, eingeschossiger, traufständiger Bau aus Bruchsteinmauerwerk unter einem Satteldach. Rechts neben zwei gefasten Fensterlaibungen aus rotem Sandstein ist ein zweiflügeliges Tor angeordnet. | Ende 19. Jahrhundert                     | 79198 DDB  |
| Bild gesucht BW | Einhaus                                             | Dodenau, Biegenstraße 2 LageFlur: 1, Flurstück: 177                          | Anfang des 19. Jahrhunderts rückwärtig auf der Parzelle errichtetes und sich daher mit dem schmalen Hofraum zur Kreuzung der Biegenstraße mit der Auestraße sowie der einmündenden Oststraße hin öffnendes, zweigeschossiges Einhaus auf einem flachen Sockel. Die zur Auestraße traufständig ausgerichtete, verschieferte Fachwerkfassade ist im Erdgeschoss des Wirtschaftsteils um 1900 in Ziegelmauerwerk erneuert. Eine Freitreppe erschließt den Wohnteil durch eine zweiflügelige historische Rahmen-Füllungs-Tür mit feststehendem Glasoberlicht. Die Fachwerkkonstruktion zeigt sich an der Giebelseite als Ständerbau mit zwischengesetztem, profiliertem Langriegel, der mit einer Inschrift versehen ist: „Gott bewahre diesen Bau for Feuer und for Schaden und die dar ein und aus gehen die segneer in Gnaden“. Ausgesteift ist das Zwischenständerwerk durch Dreiviertelstreben mit gegenläufigem Fußband, im Obergeschoss durch Mannfiguren. Über einer Schwelle, ruhend auf abgerundeten, genuteten Balkenköpfen und gerundeten Füllbrettern, erhebt sich der mit einem Satteldach abgeschlossene Giebel, der durch ein sternförmiges Fenster betont ist. | Beginn 19. Jahrhundert                   | 79197 DDB  |
| Bild gesucht BW | Sachgesamtheit ehemalige Gerberei                   | Dodenau, Biegenstraße 3, Biegenstraße 6 LageFlur: 1, 2, Flurstück: 192/1, 88 | Auf den beiden Parzellen befand sich früher eine Gerberei. In dem Gebäude Biegenstraße 3 war die Wasserwerkstatt untergebracht, auf anderen Straßenseite, dem Wohnhaus Biegenstraße 6 gegenüber gelegen, befand sich die Gerberei. 1967 wurde der Betrieb der letzten Gerberei in Dodenau aufgegeben. Das in der ersten Hälfte des 19. Jahrhunderts errichtete, zweigeschossige, zum Hof fünfachsige, komplett verschieferte, bzw. verkleidete Fachwerkwohnhaus auf einem den Geländeanstieg ausgleichenden Bruchsteinsockel wurde ohne Überstände verzimmert. Erhalten geblieben ist die mittig angeordnete, zweiflügelige, kassettierte Eingangstür mit Glasoberlicht, zu der eine Freitreppe aus jüngster Zeit hinaufführt. Dem Wohnhaus gegenüber befindet sich ein zur Straße vierachsiger, verputzter Ziegelbau, der von einem Satteldach abgeschlossen wird. Einzige Bauzier sind zurückspringende Putzflächen um die Fensteröffnungen des Obergeschosses. Der über einem auch hier den Geländeanstieg ausgleichenden Sockel errichtete Bau diente als Gerberei. Die mit Eisensprossenfenstern versehenen Öffnungen sind im Erdgeschoss mit Segmentbögen, im Obergeschoss sowie im verschieferten Giebelfeld mit flachen Stürzen abgeschlossen. Bei der Wasserwerkstatt handelt es sich um ein großvolumiges, zweigeschossiges Wirtschaftsgebäude an der Traufseite mittig erschlossen und durch ein Zwerchhaus mit Fachwerkgiebel betont. Rechtsseitig befindet sich ein zweigeschossiger Anbau mit zusätzlichem Eingang, der von einem Sturz mit Voluten abgeschlossen und von zwei schmalen, hohen Fenstern flankiert wird. Mit der weiß verputzten Fassade kontrastieren die aus rotem Sandstein gefertigten Gurtgesimse und Laibungen sowie die mit Blumenkörben und Rosetten besetzten Rauten der Brüstungsfelder des Obergeschosses. Während die größeren, mit feststehenden Sprossenfenstern versehenen Öffnungen des Werkstattraumes im Erdgeschoss segmentbogig abgeschlossen sind, verfügen die übrigen zweiflügligen Holzfenster mit Oberlichtern über flache Stürze. Der um 1900 errichtete Bau wird von einem Krüppelwalmdach bedeckt. | 1. Hälfte 19. Jahrhundert                | 79884 DDB  |
| Bild gesucht BW | Wohnhaus                                            | Dodenau, Elsoffer Straße 2 LageFlur: 3, Flurstück: 79                        | Zweigeschossiges, an einer Biegung der Elsoffer Straße errichtetes Fachwerkeinhaus mit jüngerem, firstparallelem Anbau zur Straße hin, der von einem Zwerchhaus bekrönt ist. Der ältere, dreizonige Bauteil zeigt stockwerkübergreifende Gefügeständer mit Zwischenständerwerk, das in unterschiedlich hohe Langriegel eingezapft ist. Über dem hohen, mittigen Scheunentor trägt der Sturzlangriegel eine Inschrift: „Wer Gott vertraut hatt wohl gebaut Anno 1753 den 7. März“. Linksseitig, über einem in Ziegel ersetzten flachen Mauerstück, liegt sehr tief ein Langriegel mit einer Profilierung, die auch über den Eckständer verläuft und einen Rahmen bildend am Torständer vertikal nach unten abknickt. Rechts des Tores lässt die Höhe der Langriegel über dem massiv ersetzen Erdgeschoss den ursprünglichen Wohnteil vermuten, der im Obergeschoss über einfach verriegeltes Fachwerk mit Kurzstreben verfügt. Ebenfalls einfach verriegelt ist das Fachwerkgefüge über der Scheune, während das links am Gebäude zweifach verriegelt und durch Dreiviertelstreben mit gegenläufigen Fußbändern ausgesteift ist. | 1753                                     | 79199 DDB  |
| Bild gesucht BW | Wohnhaus                                            | Dodenau, Elsoffer Straße 4 LageFlur: 3, Flurstück: 91                        | An einem Fußweg auf einer großen, unregelmäßig zugeschnittenen Parzelle und daher rundum einsehbares, giebelständig zur Elsoffer Straße errichtetes, zweigeschossiges Fachwerkwohnhaus auf ansteigendem Sockel mit jüngerem Scheunenanbau zur Straße hin. Das Fachwerk des Wohnhauses ist stockwerkweise mit leichtem Überstand des Obergeschosses abgezimmert und durch nahezu geschosshohe sowie geschosshohe Streben ausgesteift. Neben der Gebälkzone mit abgefasten Balkenköpfen und aufwendig mit Rosetten, stilisierten Herzen und Tierformen beschnitzten Füllbrettern sowie einer Schwelle mit Rundstabprofil ist auch eine Strebe des Erdgeschosses mit Blattwerk verziert. Entgegen der aufgemalten Datumsinschrift der Obergeschossschwelle „Anno Doni 1594“ ist der Bau erst dem frühen 18. Jahrhundert zuzuordnen, der Scheunenanbau dem späteren 18. Jahrhundert. | Beginn 18. Jahrhundert                   | 79200 DDB  |
| Bild gesucht BW | Wohnhaus                                            | Dodenau, Elsoffer Straße 6 LageFlur: 3, Flurstück: 92/1                      | Zu Beginn des 18. Jahrhunderts errichtetes, leicht winklig, traufständig zur Straße ausgerichtetes, zweigeschossiges Fachwerkwohnhaus auf einem flachen Sockel mit jüngerem, firstparallel angefügtem Anbau aus konstruktivem Fachwerk mit geschosshohen Streben sowie noch jüngerem Eingangsvorbau. Das stockwerkweise abgezimmerte Fachwerk, bei dem die mit einem Zahnschnitt versehene Schwelle direkt auf dem Rähm aufliegt ist mittels geschosshoher Streben sowie einer weit gespreizten Dreiviertelstrebe am Eckständer des Erdgeschosses ausgesteift. | Beginn 18. Jahrhundert                   | 79201 DDB  |
| Bild gesucht BW | Wohnhaus                                            | Dodenau, Elsoffer Straße 9 LageFlur: 3, Flurstück: 54                        | Giebelständiges Fachwerkwohnhaus des späteren 19. Jahrhunderts über einem Bruchsteinsockel mit rückwärtig jüngerem Anbau. Das Fachwerk besteht aus geschossübergreifenden Gefügeständern mit zwischengesetzten Langriegeln, deren Profil auch über die Ständer fortläuft. In die Langriegel ist zweigeschossiges Zwischenständerwerk eingezapft, das durch nahezu geschosshohe Streben an den Eckständern ausgesteift wird. Das an der Straßenseite mit geprägten Blechplatten und im Giebel verschieferte Haus ist über eine kleine Freitreppe an der Traufseite erschlossen. | Ende 19. Jahrhundert                     | 79202 DDB  |
| Bild gesucht BW | Forsthaus Karlsburg                                 | Dodenau, Forsthaus Karlsburg 1 LageFlur: 18, Flurstück: 23                   | Nordwestlich von Dodenau, nahe der Grenze zu Nordrhein-Westfalen mitten im Wald gelegenes Forsthaus, bestehend aus Wohnhaus, überdachter Durchfahrt und Wirtschaftsgebäude. Das eingeschossige, mit einem Satteldach abgeschlossene, 1938/39 errichtete Fachwerkwohnhaus erhebt sich über einem hohen Werksteinsockel giebelständig zum Hof. Zwei Eingänge, der eine traufseitig über eine Freitreppe mit Werksteinmauer, der andere an der hofseitig nahezu komplett verschieferten Giebelfassade mit einer zweiarmigen Freitreppe versehen, erschließen das Gebäude. Das zweifach verriegelte konstruktive Fachwerk ist an den Eckständern mit Dreiviertelstreben sowie Kopfbändern ausgesteift und mit einer unregelmäßigen Durchfensterung versehen. An den größeren Sprossenfenstern sind Klappläden angebracht. Die Trauffassade wird durch ein Zwerchhaus betont, dessen Giebel über einer Gebälkzone mit abgefasten, gerundeten Balkenköpfen und Füllbrettern auskragt. An den hofseitigen Giebel schließt im hinteren Bereich eine zweizonige, von drei mal drei Holzstützen mit kurzen Kopfbändern getragene, überdachte Durchfahrt an. Das Dach ist mittig mit einer Dreiecksgaube versehen und stellt eine direkte Anbindung zum Wirtschaftsgebäude her. Letzteres ist traufständig zum Hof ausgerichtet und vereint Holzlagerschuppen, Stall und Scheune unter einem Dach. Es ist wie auch das Wohnhaus über einem Werksteinquadersockel errichtet und weist die gleiche Fachwerkkonstruktion auf, nur dass das Erdgeschoss des Stallbereiches massiv gemauert ist. | 1938/1939                                | 79214 DDB  |
| Bild gesucht BW | Ehemaliges Forsthaus Kleudelburg                    | Dodenau, Forsthaus Kleudelburg LageFlur: 24, Flurstück: 21                   | 1722 lässt Landgraf Ernst Ludwig nordöstlich von Battenberg das Jagdlager Kleudelburg durch Hellerich Müller aus Gießen errichten. Bereits 1770 werden die noch bestehenden Gebäude versteigert. 1884 wird auf dem Gelände des ehemaligen Jagdhauses das Forsthaus Kleudelburg erbaut, welches heute privat bewohnt wird. Zu dem Forsthaus gehören ein zweigeschossiges, über einem Bruchsteinsockel errichtetes, komplett verschiefertes Fachwerkwohnhaus, eine Scheune mit geschosshohem, verputztem Bruchsteinsockel und Fachwerkobergeschoss, ein jüngerer Stall- und Scheunenbau mit Erdgeschoss aus Ziegelmauerwerk und Fachwerkdrempelgeschoss sowie zwei weitere eingeschossige Nebengebäude und Reste einer Ummauerung. Das vierachsige Wohnhaus ist traufseitig zum Hof ausgerichtet und durch einen eingeschossigen Vorbau mit Walmdach und Freitreppe erschlossen. Firstparallel daran schließt die etwas schmalere, zweigeschossige Scheune an. Ebenfalls traufseitig zum Hof, aber bereits außerhalb der Ummauerung steht vor der Scheune noch ein eingeschossiger Fachwerkbau. Gegenüber dem Zugang zum Wohnhaus, jedoch giebelständig zum Hof, ist der Stall- und Scheunenbau errichtet worden. Rechtwinklig dazu in den Hofraum hineingerückt steht ein weiteres eingeschossiges Nebengebäude. Die Hofanlage hat sich bis heute nahezu unverändert erhalten. | 1884                                     | 760412 DDB |
| Bild gesucht BW | Wildkeller der Kleudelburg                          | Dodenau, Forsthaus Kleudelburg LageFlur: 24, Flurstück: 21                   | 1722 lässt Landgraf Ernst Ludwig nordöstlich von Battenberg das Jagdlager Kleudelburg durch Hellerich Müller aus Gießen errichten. Es entstehen mehrere in losem Verband zueinander errichtete Gebäude, ein Herrenhaus, ein Kavaliershaus, ein Jagdzeughaus, zwei Marställe, Wildprethhäuschen, Marketenderhäuschen, Küche, Waschhaus und Schlachthaus. 1770 werden die beiden Marställe, das Haus mit den zwei Flügeln (heute Auhammer), das mittlere und das große Haus versteigert. 1884 wird auf dem Gelände des ehemaligen Jagdhauses das Forsthaus Kleudelburg erbaut. Von der Kleudelburg des 18. Jahrhunderts blieb jedoch ein Wildkeller mit Tonnengewölbe erhalten, der zunächst nicht überbaut war und erst später mit einem eingeschossigen, einfach verriegelten Fachwerkschuppen versehen wurde. Der aus Bruchstein aufgemauerte Wildkeller ist als Sachteil Kulturdenkmal. | 18. Jahrhundert                          | 760413 DDB |
| Bild gesucht BW | Gesamtanlage 1 Historischer Ortskern                | Dodenau, Gesamtanlage 1 Historischer Ortskern Lage                           | |                                          | 760410 DDB |
| Bild gesucht BW | Gesamtanlage 2 Rössmühle                            | Dodenau, Gesamtanlage 2 Rößmühle Lage                                        | |                                          | 760411 DDB |
| Bild gesucht BW | Evangelische Kirche, ehemals St. Martin             | Dodenau, Glockenweg 1 LageFlur: 3, Flurstück: 61                             | Das Martinspatrozinium der Kirche und die topografisch hervorgehobene Lage Dodenaus verweisen auf eine frühe, vielleicht fränkische Gründung. Die erste Erwähnung von Ort und Pfarre erfolgt aber erst in einer durch Papst Lucius III. ausgestellten Urkunde 1184 als „Tatinowi cum parrochia et decimis“; 1223/30 heißt der Ort „Dadenowa“, 1290 „Todenowe“. Vermutlich war das Dorf zusammen mit dem aus Reichsgut verschenkten, später wüsten Liebrighausen alter Aschaffenburg-Mainzischer Besitz. Der Bau der in Resten erhaltenen Kirche erfolgte wohl im 12. Jahrhundert. Um 1400 war auch Dodenau wüst, aber vielleicht schon Mitte des 15., spätestens im 16. Jahrhundert wieder bewohnt. Truppenbelegungen und die Pest während des Dreißigjährigen Krieges führten zu einem weiteren Verfall der mittelalterlichen Kirche, die in der zweiten Hälfte des 17. Jahrhunderts unter Verwendung von Bauresten und vermutlich mit altem Steinmaterial neu erbaut wurde. Ausgrabungen fanden nicht statt. Jüngst außen neu geputzt. Die Kirche liegt am südwestlichen Rand des Dorfkerns an einer Geländeabbruchkante hoch über der Eder, nahe der Straße, die unterhalb der Kirche nach Bad Berleburg abzweigt und die Eder Richtung Hatzfeld quert. Schlichter, breiter Saalbau aus Bruchstein. Vom romanischen Bau des 12. Jahrhunderts erkennbar erhalten ist die aus der Kirchenostwand vortretende Apsis, die allerdings vielleicht schon in gotischer Zeit erhöht worden zu sein scheint. Möglicherweise gehen aber vor allem noch Teile der Ost- und der Südwand (mit kleinem Portal) auf den Kernbau zurück, während die unregelmäßige Fensteranordnung besonders im Ostbereich der Kirche auf einen Umbau bzw. eine Erweiterung noch in mittelalterlicher Zeit schließen lassen (horizontaler Versatz in der südlichen Chorostwand in Traufhöhe der Apsis; vertikaler Rücksprung in der Kirchensüdwand). Im 17. Jahrhundert wurden Teile der Umfassungsmauern und der hausartig vortretende Emporenanbau aus Fachwerk auf der Nordseite (Unterbau Bruchstein mit Kirchenportal, das Fachwerkgeschoss über lange Steintreppe von Osten zugänglich, darauf Fachwerkgiebel mit Halbwalm) neu erbaut. Auch die gesamte Innenteilung und das Dachwerk mit dem verschieferten Dachreiter (quadratischer Grundriss, achteckige Haube, vgl.: Bromskirchen, Frohnhausen, 1963 erneuert) entstanden damals. Die Flachdecke des Innenraums ruht auf zwei mächtigen Holzquerzügen, dessen westlicher von zwei, der östliche nur von einem starken Ständer auf der Südseite unterstützt wird; die Ständer mit eingehälsten Riegeln und Streben. Je zwei Längsunterzüge verbinden Wände und Querbalken miteinander. Das Holzwerk ist rot gefasst und zurückhaltend ornamental bemalt. Zur Ausstattung gehört ein Altarkruzifix vom Dreinageltyp, wohl mit barocker Fassung, zweite Hälfte 15. Jahrhundert (vgl. Hatzfeld). Ein achteckiger Taufstein in Pfeilerform mit breitem Fuß und kaum ausladendem Becken, die Seiten mit flachem Beschlagwerk, ist am Becken auf „1621“ datiert. Am südöstlichen Ständer ist die Kanzel befestigt: Polygonaler Kanzelkorb mit Füllungen, die Ecken sind durch eine Art Beschlagwerk betont; schmaler Schalldeckel mit Engelsköpfen und Kugelaufsätzen, um 1700. Der Kanzelaufgang wird durch den wohl etwas jüngeren Pfarrstuhl in der Raumecke geschützt. Schlichte, kassettierte Emporen nach Norden und Westen. Auf der Westempore steht die Orgel hinter fünfteilig-symmetrischem Prospekt, 9 Register auf einem Manual und Pedal, um 1900 von Eduard Vogt aus Korbach erbaut. Außen an der Kirche zwei stehende Grabsteine mit Aufsätzen von 1669 und 1756 (Doppelgrabstein). |                                          | 79203 DDB  |
| Bild gesucht BW | Hobe 1                                              | Dodenau, Hobe 2 LageFlur: 5, Flurstück: 213                                  | Westlich von Dodenau an der Straße nach Elsoff gelegene Fachwerkhofreite, deren Hof sich zur Straße hin öffnet. Das um 1800 erbaute, traufständige, den Hof rückwärtig abschließende, zweigeschossige Fachwerkhaus erhebt sich über einem geschosshohen, verputzten Sockel. Während das Sockelgeschoss an der verkleideten Traufseite erschlossen ist, ist der Wohnbereich an der Giebelseite über eine hohe Freitreppe zugänglich. Hier zeigt sich die Fachwerkkonstruktion als Gefügeständerbau mit in einen Langriegel eingezapftem Zwischenständerwerk. Der Langriegel verfügt außer über ein Rundstabprofil, das über die Gefügeständer fortgeführt ist, auch über eine Inschrift: „O Herr Dein Schutz und starcke Hand bewahr dis Hauß vor feür und Brand voer mordt diebstahl un tierrahney al zeit dis gebäu“. Auch der linke Türständer ist als Überrest einer Rahmung mit einem Rundstabprofil versehen. Die ehemals freistehende, rechtwinklig zum Wohnhaus ausgerichtete Scheune ist in jüngerer Zeit durch einen Zwischenbau mit dem Wohnhaus verbunden. Auch bei der Scheune handelt es sich um einen Gefügeständerbau mit zwischengesetztem Ständerwerk, das in Langriegel eingezapft ist. Das nahezu komplett verkleidete Fachwerk liegt nur an der Hofseite mit den zwei großen Toren frei. Über linkem, flacheren Tor ist der Langriegel mit folgender Inschrift versehen: „Johann Jost Biebiheuser und seine Ehfrau Anna elisabett, die haben Gott vertraut und diesen Bau erbautt, den 10ten May 1832“. Die Inschrift über dem Mitteltor lautet: „Was uns Gott läst wachsen auf der Erden daß soll hierein gesammelt werden.“ Rechts der Tore ist eine Tür angeordnet, deren Sturzriegel über eine weitere Inschrift verfügt: „Der Zimmer Meister war Andreas Spenner“. | um 1800                                  | 79212 DDB  |
| Bild gesucht BW | Scheune der ehemaligen Mühle                        | Dodenau, Mühlenweg 1, Mühlenweg LageFlur: 3, Flurstück: 100, 99              | Am westlichen Ortsrand Dodenaus befindet sich die Anlage der Dorfmühle, die ehemals aus einem Mühlengebäude, einem Wohnhaus und einer Scheune bestand. Mühlengebäude und Wohnhaus sind in der zweiten Hälfte des 20. Jahrhunderts weitgehend umgebaut worden, erhalten blieb jedoch die großvolumige Fachwerkscheune aus dem ausgehenden 18. Jahrhundert. Im Erdgeschoss teilweise erneuert, wahrt sie im Obergeschoss noch das bauzeitliche Fachwerk mit dichtem Gefüge stark dimensionierter Hölzer, das durch Mannfiguren an den Eckständern ausgesteift wird. Fußwinkelhölzer im Giebel sowie als Ankerbalken konstruierte Innenwandrähme zeigen deutlich das hohe Alter der Scheune an. | Ende 18. Jahrhundert                     | 79204 DDB  |
| Bild gesucht BW | Pfarrhaus                                           | Dodenau, Pfarrweg 1 LageFlur: 3, Flurstück: 58                               | Auf einer unregelmäßig geschnittenen Parzelle hinter der Kirche traufständig zum Pfarrweg errichtetes, verschiefertes Fachwerkwohnhaus auf flachem, den Geländeanstieg ausgleichendem Sockel. An der bergseitig unverschieferten Giebelseite zeigt sich ein zweigeschossiges, stockwerkweise verzimmertes Fachwerkgefüge mit hohem Erdgeschoss. Das Obergeschoss kragt über einer Gebälkzone mit beschnitzten Balkenköpfen, Füllbrettern mit Taustäben und profilierter Schwelle aus. Der zweifach überkragende Giebel ist von einem Satteldach abgeschlossen. Ausgesteift wird das konstruktive Fachwerk an den Eckständern im Erdgeschoss durch Dreiviertelstreben, im Obergeschoss durch sehr weit gespreizte Streben, die Mannfiguren bilden. Zum Denkmalumfang des in der zweiten Hälfte des 17. Jahrhunderts errichteten Pfarrhauses gehört auch die Einfriedung des Gartens. | 2. Hälfte 17. Jahrhundert                | 79205 DDB  |
| Bild gesucht BW | Wohnhaus                                            | Dodenau, Poststraße 1 LageFlur: 1, Flurstück: 160                            | In flachem Winkel traufständig zur Poststraße und mit der Giebelseite auf die hier abknickende Auestraße ausgerichtetes Fachwerkgebäude aus drei unterschiedlichen Bauteilen. Der dreizonige als Scheune erbaute mittlere und älteste Teil ist als Ständerbau mit zweigeschossigem, zwischengesetztem Ständerwerk, das in profilierte Langriegel eingezapft ist, erbaut worden. Die Profile der seitlichen Riegel sind über die Gefügeständer weitergeführt. Eine Inschrift im Langriegel der mittigen Zone datiert den Bau: „Wilhelm Feisel und Eltrautha seine eheliche Hausfrau haben diese Scheur erbauet im jahr Christe anno 1775 den 13ten mai Zimmer meister Daviet Schmit von engelbach“. Im Obergeschoss wird das bauzeitliche Gefüge an den Eck- und Bundständern durch Mannfiguren aus steilen Streben mit Kopfwinkelhölzern sowie teilweise gegenläufigen Fußbändern ausgesteift. Der rechts anschließende Fachwerkwohnteil ist ebenfalls als Gefügeständerbau errichtet worden. Das Profil der Langriegel läuft über die an den unteren Enden eingekerbten Gefügeständer hinweg weiter. Ausgesteift ist das einfach verriegelte Fachwerkgefüge im Erdgeschoss durch geschosshohe Streben, im Obergeschoss mittels Mannfiguren mit weit gespreizten Streben. In den beiden Langriegeln findet sich folgende Inschrift: „Dises hauß hat unter göttlichem Beistand erbauet Jacob Specht Kiefermeister und dessen Ehegattin Anna Maria durch den Zimermeister Henrich Wirthaus Anno 1800“. Links des ältesten Bauteils wurde zu Beginn des 20. Jahrhunderts ein zweigeschossiger Wirtschaftsteil mit massivem Erdgeschoss und Obergeschoss in konstruktivem Fachwerk errichtet. | 1800                                     | 79206 DDB  |
| Bild gesucht BW | Wohnhaus                                            | Dodenau, Poststraße 4 LageFlur: 1, Flurstück: 144                            | Zweigeschossiges Fachwerkwohnhaus an einer Kreuzung der Poststraße mit der Auestraße, dass auf einer spitzwinkligen Parzelle erbaut ist und daher von drei Seiten den Straßenraum bestimmt. Während das Erdgeschoss der Traufseite zur Auestraße massiv erneuert ist, zeigt sich an der auf die Kreuzung ausgerichteten Giebelfassade stockwerkweise mit Überständen abgezimmertes, symmetrisch aufgebautes Fachwerk aus der ersten Hälfte des 18. Jahrhunderts. Den zweifach überkragenden Giebel schließt ein Satteldach ab. Die Gebälkzonen sind durch Füllbretter mit Taustäben, im Giebel auch Schuppenbändern, und profilierten Schwellen betont. Weit gespreizte Streben mit Kopfwinkelhölzern, teilweise auch gegenläufigen Fußbändern steifen das Fachwerkgefüge an Eck- und Bundständern aus. | 1. Hälfte 19. Jahrhundert                | 79207 DDB  |
| Bild gesucht BW | Wohnhaus                                            | Dodenau, Ringstraße 2 LageFlur: 3, Flurstück: 84                             | Über einem flachen Sockel errichteter Gefügeständerbau mit zweigeschossigem Zwischenständerwerk, das in unterschiedlich hohe und damit Höhenversprünge der Geschosse anzeigende Langriegel eingezapft ist. Weit gespreizte Streben, teilweise auch Fußbänder steifen das konstruktive Fachwerkgefüge aus. Eine Unterbrechung des giebelseitigen Sockels in der rechten Hälfte sowie zwei kurz übereinander angeordnete Langriegel deuten auf eine ehemalige Toreinfahrt hin. Das ehemalige Längsdeelenhaus wurde in der ersten Hälfte des 18. Jahrhunderts errichtet. | 1. Hälfte 18. Jahrhundert                | 79208 DDB  |
| Bild gesucht BW | Einhaus                                             | Dodenau, Ringstraße 14 LageFlur: 3, Flurstück: 48                            | Großes, traufständiges Einhaus mit jüngerem Stall- und Scheunenanbau an der rechten Seite. Über einem verputzten Erdgeschoss erhebt sich das mit Mannfiguren versehene, einfach verriegelte Fachwerk des Obergeschosses. Das Erdgeschossrähm verfügt über eine lange Inschrift: „Johann Jost Rick und Efa Elisabeta seine Haus Frau haben Gott vertraut und dies Haus erbaut Zimmermeister wahr Leonhart Bäcker von Battenberg den 4. Sepdem 1809. Dis Haus ist mein und doch nicht meinwer nach mir komt wrdt auch so sein. Gebt unserem Gott die Ehre Was uns Gott läßt wachsen auf der Erden das soll hier ein gesamlet werden.“ Darüber liegen genutete Balkenköpfe und gerundete Füllhölzer sowie eine beschnitzte Schwelle. | 1809                                     | 79209 DDB  |
| Bild gesucht BW | Scheune der Rössmühle                               | Dodenau, Rößmühle LageFlur: 5, Flurstück: 14                                 | Die zuerst als Papiermühle erbaute und in der Folgezeit als Mahl-, Öl- und Schneidmühle genutzte Anlage ist seit 1936 stillgelegt. Alle Gebäude sind aus Fachwerk über unterschiedlichen Sockeln errichtet und dokumentieren eine mit der Zeit und Betriebsgröße gewachsene Anlage. Zum Denkmalumfang gehören das zweigeschossige Wohn- und Mühlengebäude, ein kleines Nebengebäude und die von einem Satteldach abgeschlossene, großvolumige, dreizonige, zweigeschossige Fachwerkscheune auf einem flachen WerksteinsockeL Das mit geschosshohen Streben mit gegenläufigen Fußbändern an Eck- und Bundständern ausgesteifte Fachwerk der Scheune ist als Gefügeständerbau mit Langriegel errichtet worden. Dabei liegt der Langriegel über dem mittigen Scheunentor der Traufseite, entsprechend der Durchfahrtshöhe für Wagen, höher als die übrigen. Der Langriegel an der Giebelseite trägt folgende Inschrift: „Beschütze die geschenkten Güter, Lass uns die gaben wohl gedeihn: Lass theure Zeit und Ungewitter entfernt von unsern gränzen seyn Verhüte Krig und hungersnothundgib und unser täglich Brod“. An der Traufseite sind im Langriegellinks des Scheunentores Bauherren und Baudatum genannt: „Durch Gottes Hülff Erbaut von Johannes Schneider und Anna Maria Eheleut den 28te Maij 1799“, rechts des Tores der Zimmermeister: „Zimmer Meister wahr Johann Christian Spieß in Elsotr“. Die beiden Zonen seitlich des Tores sowie an der Giebelseite sind im Erdgeschoss mit einem Rundstabprofilrahmen besonders betont. Bemerkenswert sind außerdem diebeschnitzten Kurzständer über dem Tor. | 1799                                     | 79213 DDB  |
| Bild gesucht BW | Friedhof                                            | Dodenau, Weststraße LageFlur: 3, Flurstück: 149/1                            | Erst nach 1831 wurde nordwestlich des Ortes ein neuer Friedhof angelegt. Aus der zweiten Hälfte des 19. Jahrhunderts sind mehrere Grabsteine aus rotem Sandstein erhalten geblieben. Bemerkenswert ist ein Grabmal von 1916 für das Ehepaar Reitz, das mit dem Relief eines Engels verziert ist. Für wen die auffällige Gruft in neoklassizistischen Bauformen errichtet wurde, ist heute unbekannt. Rechts des Friedhofseingangs führt ein leicht ansteigender Weg mit drei Stufen zu einem Denkmal für die Gefallenen des Ersten Weltkrieges. In einen gestuften Sockel aus Werkstein ist mittig eine Inschriftentafel eingelassen: „1914+1918 Herr erhält alle die da fallen und richtet auf alle die niedergeschlagen sind. PS 145 V.14 1930+1945“. Darüber ist in einer Mauer das Relief eines knienden Soldaten mit Schwert angeordnet. Abgeschlossen wird das Denkmal von einem Dreiecksgiebel aus Werkstein, der von einem Kreuz bekrönt ist. | ab 1831                                  | 79210 DDB  |

### Frohnhausen
| Bild            | Bezeichnung                        | Lage | Beschreibung | Bauzeit                   | Objekt-Nr. |
| --------------- | ---------------------------------- | --- | --- | ------------------------- | ---------- |
| Bild gesucht BW | Wohn- und Wirtschaftsgebäude       | Frohnhausen, Am Dorfbrunnen 1 LageFlur: 17, Flurstück: 35                                                                 | Das großvolumige Wohn- und Wirtschaftsgebäude wirkt als raumabschlißender Riegel eines großen Hofraumes zur Straße Am Dorfbrunnen. Die lang gestreckte Rückseite des zweigeschossigen Fachwerkbaus auf hohem Bruchsteinsockel prägt optisch den Bereich der platzartig erweiterten Einmündung der Straße Am Roth in die Straße Am Dorfbrunnen. Der linke, ältere Bauteil aus der Mitte des 18. Jahrhunderts wurde in Ständerbauweise errichtet, die Geschosse sind durch Langriegel geteilt. Das dichte Fachwerkgefüge aus zum Teil groß dimensionierten Hölzern wird durch nahezu geschosshohe Streben mit Fußbändern an Eck- und Bundständern ausgesteift. In der Mitte des Gebäudes wurde eine ursprüngliche Tordurchfahrt im ausgehenden 19. Jahrhundert mit einer stockwerkweise verzimmerten Fachwerkkonstruktion verschlossen, die die ansonsten regelmäßige Gliederung der Fassade optisch unterbricht. Ebenfalls im späteren 19. Jahrhundert wurde der den Hofraum nach Westen abschließende Bauriegel errichtet. Der eingeschossige Fachwerkbau erhebt sich auf einem in Ziegelmauerwerk aufgeführten Erdgeschoss mit segmentbogig abgeschlossenen Fenstern mit umlaufenden Wulsten aus Formziegeln. Das dichte Gefüge wird durch nahezu geschosshohe Streben mit Fußbändern ausgesteift und mit Winkelhölzern in den Fensterbrüstungen geziert. | Mitte 18. Jahrhundert     | 79217 DDB  |
| Bild gesucht BW | Wohnhaus                           | Frohnhausen, Am Dorfbrunnen 2 LageFlur: 15, Flurstück: 4/4                                                                | Großvolumige, dreiseitig geschlossene Hofreite mit großen Hofraum zur Straße. Das zweigeschossige, stockwerkweise verzimmerte Fachwerkwohnhaus erhebt sich über einem flachen, verputzten Sockel und wird in der Mitte der Traufseite über eine inzwischen überbaute Freitreppe erschlossen. Im Erdgeschoss wurde das ehemals als Einhaus errichtete Gebäude im 19. und frühen 20. Jahrhundert mehrfach umgebaut. Das sich über eine breite Gebälkzone mit genuteten Balkenköpfen, gerundeten Füllbrettern und profilierter Schwelle mit leichtem Überstand erhebende Obergeschoss zeigt noch heute weitgehend unverändert das dichte Fachwerkgefüge der Erbauungszeit in der Mitte des 18. Jahrhunderts mit seinen Mannfiguren an Eck- und Bundständern. Im frühen 20. Jahrhundert wurde das Gebäude firstparallel nach hinten verlängert und mit den gleichzeitig errichteten Stall- und Scheunengebäuden aus einfachem konstruktivem Fachwerk verbunden. | Mitte 18. Jahrhundert     | 79218 DDB  |
| Bild gesucht BW | Wohnhaus                           | Frohnhausen, Am Dorfbrunnen 6 LageFlur: 15, Flurstück: 2/1                                                                | 1789 als freistehendes Wohnhaus einer großen Hofreite errichtetes, zweigeschossiges Fachwerkhaus auf einem flachen Werksteinsockel. Das stockwerkweise verzimmerte, zur Straße giebelständige Fachwerkhaus zeigt ein dichtes, bauzeitliches Fachwerkgefüge mit groß dimensionierten Eckständern, die gleich den Bundständern mit Mannfiguren ausgesteift sind. Die Geschosse werden durch eine breite Gebälkzone mit leichtem Überstand und aufwendig profilierter Obergeschossschwelle, deren Profil von den Balkenköpfen aufgenommen wird, geteilt. Durch die Verkämmung der Deckenbalken in Rähm und Schwelle konnte hier auf Füllhölzer verzichtet werden. Das Wohnhaus zeigt außerdem eine Fülle unterschiedlicher Zierformen. So sind die Eckständer im Erdgeschoss mit Schiffskehlen und Sechssternen beschnitzt, im Obergeschoss mit Taubändern versehen worden. Der mittlere Bundständer im Obergeschoss der Giebelseite ist mit Blumenranken beschnitzt, die in einem großen Sechsstern am Knotenpunkt zwischen Ständern und Streben der Mannfigur enden. Das obere Ende des Gebäudes bildet ein Satteldach über zweifach überkragenden Fachwerkgiebeln. Inschrift am Erdgeschossrähm: „Wer an Strassen und an Gassen seine Wohnung setzen will, der darf sich nicht irren lassen wann die Leute reden viel, das zur Sache gar nichts dient, da nur Hohn und Neid draus grünt, wer sich will an alles kehren, hat sich fort und fort zu wehren, weil dass Tadeln und dass Lügen noch zur Zeit ein End will kriegen. Wann der Neith brent wie das Feuer, war vielleicht in der Welt das Brenholz noch nicht teuer, 1789“. Integrale Bestandteile der Hofreite sind außer dem Wohnhaus eine rückwärtige Fachwerkscheune aus dem 19. Jahrhundert und eine Fachwerkremise auf nahezu geschosshohem Bruchsteinsockel. | 1789                      | 79219 DDB  |
| Bild gesucht BW | Jüdischer Friedhof                 | Frohnhausen, Am Eifaer Berg (Kastanienweg) LageFlur: 20, Flurstück: 8                                                     | Jüdischer Friedhof mit 18 erhaltenen Grabsteinen, Kulturdenkmal aus geschichtlichen und wissenschaftlichen Gründen. | Mitte 19. Jahrhundert     | 79338 DDB  |
| Bild gesucht BW | Wohnhaus                           | Frohnhausen, Dorfstraße 5 LageFlur: 16, Flurstück: 33                                                                     | An städtebaulich hervorgehobener Position an einem Knick der Dorfstraße, außerhalb des historischen Ortskerns errichteten der Kaufmann August Binzer und seine Ehefrau Hermine 1863 ein traufständiges, zweigeschossiges Fachwerkhaus. Das stockwerkweise abgezimmerte Wohnhaus verfügte an der rechten Seite über einen Kolonialwarenladen, dessen Eingangstür sowie dessen großes segmentbogiges Fenster wohl erst mit der Sanierung 1970/71 durch Fachwerk mit einem Doppelfenster ersetzt wurden. Das Gebäude zeigt ein bauzeittypisches konstruktives Fachwerkgefüge mit steilen geschosshohen Streben. | 1863                      | 79220 DDB  |
| weitere Bilder  | Evangelische Kirche                | Frohnhausen, Dorfstraße 15 LageFlur: 15, Flurstück: 58/1                                                                  | Das Dorf Frohnhausen wird im Jahre 1108 zum ersten Mal als Besitz der Erzbischöfe von Mainz erwähnt, es entstand aber vermutlich spätestens im 10. Jahrhundert. Zusammen mit Ober-Asphe hatte Mainz das Dorf von den Herren von Klingenberg aus dem Stift Aschaffenburg erworben. Die Initiative zum Bau der Kirche im 12. Jahrhundert wird den Nonnen des Klosters Disibodenberg an der Nahe zugeschrieben; in Frohnhausen selbst hat ein Benediktinerinnenkloster aber nie bestanden. 1238 gehörte es zur Cent Asphe, die in landgräflicher Hand war und erst später vom Stift Wetter dem Amt Battenberg zugeschlagen wurde. Das Gericht war an die Herren von Diedenhausen verlehnt, später an die von Hohenfels, die von Viermünden und zuletzt an die 1717 ausgestorbenen von Dersch. Bis zur Reformation gehörte die Kirche zum Gerichtssitz Kesterburg. Das Patronat lag bei der Familie von Dersch. Nach starken Beschädigungen während des 30-jährigen Krieges erfolgte die Umgestaltung zur Predigtkirche durch den Abbruch des Südseitenschiffes, des Langhaus-Westteils und vielleicht eines Turms sowie kurz nach 1700 den Einbau eines leichten Holzgewölbes im Mittelschiff. Renovierungen 1964 (Sakristeidurchbruch, Entfernung von Emporen) und 1976 bis 1980 (Ausmalung Innenraum), jüngst Erneuerung des Außenputzes. Der nur noch teilweise ummauerte Kirchhof liegt tief und auffällig am Südrand des Dorfes. Er dürfte ursprünglich befestigt gewesen sein. Ursprünglich dreischiffige, gewölbte Bruchsteinbasilika im gebundenen System, an deren Mittelschiff sich ohne Querhaus ein Chorquadrat anschließt. Der Bau ist im Wesentlichen erhalten, nur das Südseitenschiff wurde abgebrochen, die vermauerten Arkadenbögen sind im Innenraum sichtbar. Im Nordseitenschiff ein teils sehr unregelmäßiges Tonnengewölbe mit Stichkappen, das an der Außenwand in Kastenvorlagen ausläuft. Im Hauptschiff ruht das frühere Kreuzgratgewölbe auf breiten, an den Pfeilern herunter gezogenen Wandschilden, die Gurtbögen auf Kastenvorlagen (vgl. Bromskirchen); jetzt ein verputztes Holzgewölbe. Kämpfer fehlen sowohl an den Arkaden wie auch an den Vorlagen im Hauptschiff. Das Bruchsteingewölbe des etwas eingezogenen und niedrigeren Chores liegt an der Westseite auf in den Ecken eingestellten, quadratischen Vorlagen auf, die auf etwa halber Höhe abgekragt sind. Die romanischen Rundbogenfenster sind in Schiff und Chor hoch unter die Wandschilde gesetzt. Die ehemalige Sakristei („Gerberkammer“) an der Chornordseite ist vermutlich im Kern gotisch; Ausguss einer Piscina außen in der Ostwand. Die nachreformatorischen wurde möglicherweise ein Westturm abgebrochen und das westliche Schiffsjoch verkürzt, um einen Unterbau für den quadratischen, verschieferten Dachreiter mit achteckiger Spitzhaube zu schaffen. Zwei übereinander liegende Fenster sowie ein rechteckiger, vermauerter Türdurchbruch in der Südwand des Ostjoches deuten auf eine hier vorhandene Empore mit Zugang vermutlich über eine Treppe von außen, die erst nach Abbruch des Seitenschiffes angelegt worden sein kann. Die frühere Sakristei zum Chor wurde in großem, zum Seitenschiff hin in schmalerem Rundbogen geöffnet; Flachdecke. Das Südfenster des Chores wurde mit einer Innenteilung vergrößert. Überwiegend in Grauwerten gehaltene Raumfassung in schweren Formen des Barocks vom „Frohnhäuser Meister“ um 1730. Dazu gehören Gurt- und Triumphbogen samt Vorlagen mit räumlich-plastischer Diamantquadermalerei in teils skurrilen Formen; Gratbänder im Chor, die ein gelbes Sonnensymbol als gemalten Schlussstein einfassen; Rippen imitierende Bänder im Mittelschiffgewölbe; die Fenster rahmende, ornamentale Rankenmalereien und einfaches Bandelwerk; Engel über dem vermauerten Portal in der Südwand; gemalte Weihekreuze an der Chorsüdwand. Die übrigen Trageglieder sind mit Quadermalerei versehen. Im Dachreiter befindet sich eine Glocke mit Kreuzigungsrelief und deutscher Inschrift, 14. Jahrhundert. Pfeilerähnlicher Taufstein mit Basis und achteckigem, ins Quadrat überführendem Schaft, das Becken mit ausladendem Profil, bezeichnet „MVXII“ (1512), wohl im 17. Jahrhundert aus einem Weihwasserbecken entstanden. Schwerer, verzimmerter Unterbau für die Westempore und den Dachreiter. Polygonaler Kanzelkorb mit feinen, gedrehten Ecksäulen, unter den Füllungen der Wände paarweise gekuppelte Rundbögen, 17. Jahrhundert. Das Altarfenster von Erhard Jakobus Klonck mit Steinigung des Stephanus aus den 1950er-Jahren. Orgel von 1966. Auf dem Kirchhof südöstlich der Kirche zahlreiche Grabsteine aus Holz und Eisen, überwiegend aus dem 19. Jahrhundert. | ab 12. Jahrhundert        | 79221 DDB  |
| Bild gesucht BW | Ehemaliges Forsthaus               | Frohnhausen, Forsthausstraße 10 LageFlur: 18, Flurstück: 35/2                                                             | Typenbau mit Wohntrakt und Wirtschaftsteil, der durch die preußische Forstverwaltung im Jahre 1880 am südwestlichen Ortsrand errichtet wurde. An einen mit Segmentbogenfenstern mit Schlagläden versehenen zweigeschossigen Wohnteil aus Ziegelmauerwerk auf Grauwackesockel, der wie auch das Forsthaus in Wangershausen entgegen den meisten anderen Forsthäusern traufständig zur Straße erbaut wurde, schließt firstparallel ein ebenfalls traufständiger Wirtschaftsteil, der inzwischen zu Wohnraum umgenutzt wurde, an. Das seit 2005 in Privatbesitz befindliche Gebäude wird durch ein Gurtgesims sowie ein Fenstergesims gegliedert und mittig durch die Inschrift „Forsthaus Frohnhausen erbaut im Jahre 1880“ im Erdgeschoss sowie ein darüber angeordnetes Geweih betont. | 1880                      | 79862 DDB  |
| Bild gesucht BW | Alter Friedhof                     | Frohnhausen, Friedhofstraße 8, Schulweg 4, In der Kirchwiese LageFlur: 15, Flurstück: 49, 50, 51, 52, 53, 54, 55, 6, 63/1 | Südlich der Kirche sind auf dem alten Friedhof der Gemeinde Frohnhausen mehrere Grabsteine aus dem späten 19. und frühen 20. Jahrhundert erhalten. Besonders hervorzuheben sind die Grabkreuze der Gräber von: Hermann Henkel † 1928, Hermine Binzer † 1902, August Binzer † 1900, Eleonore Binzer † 1906 und Katharina Moog † 1889. | 19. Jahrhundert           | 79227 DDB  |
| Bild gesucht BW | Gesamtanlage historischer Ortskern | Frohnhausen, Gesamtanlage historischer Ortskern Lage                                                                      | |                           | 760350 DDB |
| Bild gesucht BW | Gefallenenehrenmal                 | Frohnhausen, Hinterm Garten LageFlur: 14, Flurstück: 89/7                                                                 | Zum Gedenken an die Gefallenen des Ersten Weltkrieges ließ die Gemeinde auf dem neuen Friedhof ein Ehrenmal errichten. Über einem flachen Sockel erhebt sich ein aus groben Bruchsteinen zusammengefügter symbolischer Berg, dessen vier Seiten von Sandsteingranaten flankiert Gedenktafeln beherbergen. Den oberen Abschluss bildet ein quadratischer, laternenartiger Aufsatz mit einer aus einem Sandstein gehauenen Welschen Haube mit Kreuzaufsatz. | Beginn 20. Jahrhundert    | 79228 DDB  |
| Bild gesucht BW | Wasserhochbehälter                 | Frohnhausen, Kastanienweg LageFlur: 20, Flurstück: 3/16                                                                   | Am Kastanienweg gelegener Wasserhochbehälter mit einem Portal aus Werksteinen, das mit geschweiftem Abschluss und rundbogigem Zugang versehen ist. | 20. Jahrhundert           | 79534 DDB  |
| Bild gesucht BW | Hofanlage                          | Frohnhausen, Schulweg 1 LageFlur: 15, Flurstück: 60/3                                                                     | Großer, an einer städtebaulich hervorgehobenen Stelle den südlichen Abschluss der platzartig erweiterten Dorfstraße bildender Dreiseithof. Das zur Straße giebelständige, zweigeschossige Fachwerkwohnhaus erhebt sich über einem flachen Werksteinsockel und zeigt ein dichtes, bauzeitliches Fachwerkgefüge. Das stockwerkweise verzimmerte Fachwerk wird durch steile, mannfigurartige Streben mit Kopf- und Fußbändern an den Eck- und Bundständern ausgesteift, die Brüstungsfelder der Fenster werden außerdem durch Andreaskreuze und Sechseck bildende Winkelhölzer betont. Den Hof vervollständigen zwei 1908 winklig erbaute Fachwerkscheunen. | 19. Jahrhundert           | 79222 DDB  |
| Bild gesucht BW | Hofreite                           | Frohnhausen, Schulweg 3 LageFlur: 15, Flurstück: 61/1                                                                     | Um 1900 in historisierenden Formen errichtete Hofreite mit giebelständigem Einhaus, winklig angesetzter Scheune und den Hofraum abschließender Fachwerkscheune. Das zweigeschossige zum Teil als Ziegelbau, zum Teil in Fachwerk errichtete Einhaus erhebt sich über einem fast geschosshohen, verputzten Sockel. Die äußere Traufseite ist im Erdgeschoss aus Ziegeln gemauert und im Obergeschoss verschiefert, die Giebelseite vollständig verschiefert. Allein an der Hofseite ist historisierendes, mit steilen geschosshohen Streben im Erdgeschoss und mit Mannfiguren im Obergeschoss ausgesteiftes Fachwerk sichtbar, das stockwerkweise verzimmert ein über eine breite Gebälkzone leicht überkragendes Obergeschoss zeigt. Die ursprüngliche Einfahrt des Einhauses wurde inzwischen mit Ziegeln verschlossen. Stall und Scheune verfügen über hohe Ziegelsockel beziehungsweise ein aus Ziegeln gemauertes Erdgeschoss, über dem sich einfaches konstruktives Fachwerk mit steilen geschosshohen Streben erhebt. | um 1900                   | 79223 DDB  |
| Bild gesucht BW | Hofreite                           | Frohnhausen, Schulweg 4 LageFlur: 15, Flurstück: 6                                                                        | Große, an zentraler Stelle im Ortskern errichtete Hofreite mit früherem Einhaus aus dem ausgehenden 18. Jahrhundert, einem firstparallelen Stallanbau in gleicher Größe aus dem späteren 19. Jahrhundert und ebensolcher, den Hofraum nach Süden abschließender Fachwerkscheune. Wohnhaus und Stallanbau schließen den Hofraum rückwärtig wie ein Bauriegel zur Straße Am Dorfbrunnen ab. Das zum Hof traufständige, ehemalige Einhaus erhebt sich über einem flachen, rückseitig fast geschosshohen Bruchsteinsockel und zeigt ein dichtes bauzeitliches Fachwerkgefüge mit breiter Gebälkzone und leicht überkragender, stark profilierter Obergeschossschwelle. Das Obergeschoss ist durch weit gespreizte Mannfiguren an den Eck- und Bundständern ausgesteift; im Erdgeschoss haben sich die Strebefiguren nur teilweise erhalten. Die ehemalige Einfahrt wurde wohl gleichzeitig mit der Errichtung der Nebengebäude mit einer Wand aus konstruktivem Fachwerk verschlossen. Die übrigen Gebäude des Hofes sind durch Erdgeschosse aus Bruchstein und hohe Fachwerkaufsätze mit einfachen, konstruktiven, mit steilen geschosshohen Streben ausgesteiften Gefügen gekennzeichnet. | Ende 18. Jahrhundert      | 79224 DDB  |
| Bild gesucht BW | Wohnhaus                           | Frohnhausen, Schulweg 5 LageFlur: 15, Flurstück: 65                                                                       | 1912 ließ Hermann Schäfer auf einem hohen, älteren Bruchsteinsockel ein zweigeschossiges, giebelständiges Fachwerkwohnhaus errichten. Das stockwerkweise verzimmerte, historische Fachwerkformen zitierende Gebäude zeigt ein dichtes Gefüge mit steilen Mannfiguren mit Kopf- und Fußbändern an den Eck- und Bundständern. Daneben sind alle Fensterbrüstungen mit einem oder zwei Andreaskreuzen im Obergeschoss und schachbrettartigen Füllungen im Erdgeschoss verziert. Das Gebäude wird durch ein Satteldach mit weit überstehendem Ortgang und Freigespärre im Giebel abgeschlossen. | 1912                      | 79225 DDB  |
| Bild gesucht BW | Wohnhaus                           | Frohnhausen, Schulweg 8 LageFlur: 17, Flurstück: 39/1                                                                     | Am westlichen Ortsrand in der zweiten Hälfte des 18. Jahrhunderts von einem Wittgensteiner Zimmermann in Ständerbauweise errichtetes, zweigeschossiges, giebelständiges Wohnhaus einer Hofstelle. Das dreizonige Fachwerkhaus wurde auf einem hohen Bruchsteinsockel aufgerichtet und zeigt ein dichtes, bauzeitliches Gefüge mit durchgehenden Ständern, die bundständerartig die Zonen des Hauses anzeigen. Dazwischen wurden zur Geschossteilung Langriegel mit folgenden Inschriften angebracht: „Die Liebe dieser Zeiten ist geworden gar zu kallt, mann spürt auff allen Seiten … jung und allt, liebt man die Menschen nich, … augen sehen so … solches feste stehen, dass mann ...“ „Zimmermeister Christian Spieß, nebst all seinen Gesellen droben im wittgenst. Land in jenem Dorf Elsof genandt sind sie wohnhaft zu finden“ „Als treu und Glaube waren ...“ Über der Haustür: „Leser kom her und schaue an wer dieses Haus auf diesem Plan auf sein Kosten stellet vor jedes alte das da weit vermutlich bald in kurzer Zeit seichtlich zusammenfällt“. Das dichte Gefüge wird durch fast geschosshohe Streben mit Fußbändern und mit Sechsstern verzierten Beiständern in den Fensterbrüstungen gebildet. | 2. Hälfte 18. Jahrhundert | 79226 DDB  |

### Laisa
| Bild            | Bezeichnung                        | Lage                                                | Beschreibung | Bauzeit                        | Objekt-Nr. |
| --------------- | ---------------------------------- | --------------------------------------------------- | --- | ------------------------------ | ---------- |
| Bild gesucht BW | Ehemaliges Zechenhaus              | Laisa, Am Kingesberg 4 LageFlur: 13, Flurstück: 1/5 | Nach 1870 wurden in der Grube Nora unterhalb von Laisa Braunstein und Manganerz abgebaut, dass zunächst mit Fuhrwerken, ab 1911 mit der Bahn ab Holzhausen transportiert wurde. Der Obersteiger wohnte in einem Zechenhaus unweit des Stollens. Das eingeschossige, lang gestreckte Fachwerkhaus mit hohem Mansarddach entstand in den letzten Jahrzehnten des 19. Jahrhunderts über einem den Geländeanstieg ausgleichenden verputzten Sockel. Es verfügt über ein einfaches Gefüge, wird rechtsseitig erschlossen und linksseitig von einem loggiaartig eingezogenen Wintergarten flankiert. Das Fensterband des Wintergartens ist oben von einem Fries mit Zahnschnitt abgeschlossen. Dem Mansardgeschoss vorgelagert ist ein breites vierachsiges, übergiebeltes Fachwerkzwerchhaus, das zu beiden Seiten von vierachsigen Schleppgauben im Mansardgeschoss flankiert wird. | Ende 19. Jahrhundert           | 79230 DDB  |
| Bild gesucht BW | Gesamtanlage historischer Ortskern | Laisa, Gesamtanlage historischer Ortskern Lage      | Das Dorf Laisa zeigte noch in der Mitte des 19. Jahrhunderts die Form eines im Laufe von 1000 Jahren allmählich gewachsenen Haufendorfes. Westlich der Kirche wuchs das Dorf, dessen Grundriss aus einer Vielzahl geschwungener Gassen mit teilweise platzartig erweiterten Kreuzungen und engen Erschließungsstegen gebildet wurde. Locker bebaute, unregelmäßig zugeschnittene Hofstellen mit Einhäusern, Hakenhöfen oder Streubebauung prägten bis zum Jahre 1868 das Ortsbild. Am 26. Juli des Jahres 1868 brannte der Ort Laisa fast vollständig ab. 142 Häuser wurden ein Raub der Flammen, lediglich 20 Gebäude an den Rändern des Dorfes überstanden das Großfeuer. Unter der Federführung des Lehrers Schmidt, der neben seiner Lehrertätigkeit auch Landvermesser war, wurde 1868 ein völlig neuer Bebauungsplan für das Dorf entworfen. Das gewachsene System unregelmäßig verlaufender Straßen und Wege, die Baublöcke unterschiedlichster Größe und Form bildeten, wurde bis auf einen kleinen Bereich um die Kirche herum völlig überplant. In der Folgezeit sollten vier parallele Achsen (Hainstraße, Brunnenstraße, Schloßstraße, Schulstraße) das Dorf westlich der Kirche durchschneiden. Diese geraden Trassen wurden an beiden Enden durch sie kreuzende Straße abgeschlossen und in der Dorfmitte zusätzlich mit zwei Stichwegen verbunden. War zunächst nur der Bereich bis zur ersten Querung zur Neuparzellierung vorgesehen, so wurden schon in den folgenden Jahrzehnten die Achsen bis zur heutigen Straße Am Borngarten verlängert und ausparzelliert. In den letzten Jahrzehnten ist das Dorf weit nach Norden, Westen und Süden über seine historischen Grenzen hinausgewachsen und zeigt nur noch östlich der Kirche seinen historisch gewachsenen Ortsrand. Die nach 1868 ausgewiesenen, rechteckigen, annähernd gleich großen Parzellen wurden zunächst mit giebelständigen Einhäusern bebaut, die im Laufe der folgenden Jahrzehnte fast alle durch rechtwinklig anschließende, die Höfe rückwärtig abschließende Scheunen zu Hakenhöfen erweitert wurden. Die noch vorhandenen ursprünglichen Gebäude zeigen alle ein konstruktives Fachwerk mit geschosshohen Streben und mittiger, hofseitiger Erschließung. Die jüngeren zwischen 1910 und 1945 errichteten Gebäude haben massive Erdgeschosse und Fachwerkobergeschosse. Erst nach 1945 wurde kein Fachwerk mehr gebaut. |                                | 760445 DDB |
| Bild gesucht BW | Wohnhaus                           | Laisa, Hainstraße 21 LageFlur: 10, Flurstück: 8/3   | Direkt nach dem Brand 1868 errichtetes, zweigeschossiges, giebelständiges Fachwerkeinhaus. Das zur Straße verschieferte Einhaus erhebt sich über einem flachen, verputzten Sockel und zeigt ein einfaches, stockwerkweise ohne Überstände abgezimmertes konstruktives Fachwerkgefüge, das an den Eckständern durch geschosshohe Streben ausgesteift wird. Die Erschließung erfolgt in der Mitte der Traufseite über eine einläufige Freitreppe, die im 20. Jahrhundert mit einem Windfang aus Fachwerk versehen wurde. Der im hinteren Bereich angesiedelte Stallbereich wird heute zum Teil von einer im 20. Jahrhundert errichteten Scheune verdeckt. | 1868                           | 79231 DDB  |
| Bild gesucht BW | Wohnhaus und Scheune               | Laisa, Hainstraße 25 LageFlur: 10, Flurstück: 12    | Nach dem Brand im Jahre 1868 errichtetes, giebelständiges, zweigeschossiges Fachwerkeinhaus. Das an der Giebelseite verschieferte Gebäude erhebt sich über einem flachen, verputzten Sockel und zeigt ein einfaches, stockwerkweise abgezimmertes Fachwerkgefüge ohne Überstände, das mit steilen geschosshohen Streben ausgesteift ist. Die mittige, ehemals offene Freitreppe auf der Hofseite wurde im 20. Jahrhundert mit einem zweigeschossigen Vorbau aus Fachwerk überbaut. Noch im 19. Jahrhundert wurde dem Einhaus eine übereck gestellte Fachwerkscheune hinzugefügt, die zusammen mit der Einfriedung die Hofanlage vervollständigt. | 1868                           | 79232 DDB  |
| weitere Bilder  | Evangelische Kirche                | Laisa, Kirchstraße 1 LageFlur: 10, Flurstück: 38    | Die frühe Nennung des Dorfes 778 anlässlich des Kampfes zwischen Franken und Sachsen legt eine Kirchengründung in bzw. nach dieser Zeit nahe (siehe Allendorf-Battenfeld). Quellen, Grabungen oder Bauspuren fehlen dazu aber bislang. Als Bauzeit der (Vorgänger-)Kirche gilt um 1150. Ein älterer Kern in der bestehenden Bausubstanz ist zwar nicht ausgeschlossen, aber nicht erkennbar. Ein päpstlicher Ablassbrief von 1296 für Baumaßnahmen könnte mit der Errichtung der heutigen Kirche in Zusammenhang stehen. Die Einrichtung eines Gerichts 1291 durch das Erzbistum Mainz könnte einen solchen Neubau notwendig gemacht haben. Die Kirche gehörte zum Dekanat Battenfeld, das Patronat hatten die Herren von Biedenfeld als Lehen der Grafen von Solms inne. 1526 Einführung der lutherischen Reformation, die Gemeinde zwischen 1606 und 1624 reformiert. Neubau des Chores und Reparaturen besonders der Gebäudeecken des Schiffs 1723, inschriftlich durch die Maurermeister Johannes Schmal aus Laisa und Hermann Mandel aus Holzhausen ausgeführt. Änderungen an der Westwand und den Fenstern möglicherweise um 1800. Den Dorfbrand vom 26./27. Juli 1868 hat die Kirche als eines von wenigen Gebäuden nahezu unbeschadet überstanden. Bei der Sanierung 1966/67 wurden unter anderem der Westanbau neu errichtet und die Emporen im Innenraum entfernt. Durch den Wiederaufbau des Dorfes mit rechtwinkligem Straßensystem nach dem Brand von 1868 steht die Kirche heute ohne eng umgebende Umbauung relativ frei im nordöstlichen Teil des Dorfes. Zum Ensemble zugehörig ist die sehr alte Gerichtslinde unmittelbar südwestlich der Kirche, die durch den Brand zwar stark beschädigt wurde, aber jährlich wieder austreibt. Dreischiffige, dreijochige Hallenkirche aus Bruchstein ohne Westturm mit unmittelbar angeschlossenem Dreiseitchor. Das Schiff ist im Grundriss kaum länger als breit, im Außenbau schlicht und ohne Strebepfeiler. Die Seitenschiffe münden im Osten in flachen, hohen, aus der Mauerstärke ausgesparten Rundbogennischen. Zwei Paare massiger Rundpfeiler, die durch einfache Kapitellplatten aus Schräge und Plättchen abgeschlossen sind, tragen ohne Transversalbögen ineinander übergehende Gratgewölbe von unregelmäßig-kuppeliger Faktur. Die Gewölbe liegen an den Seitenwänden auf breiten Kämpfern mit dem Profil der Pfeilerkapitellplatten auf, nach Osten - quasi in Verlängerung von Scheidbögen - auf Kastenvorlagen ebenfalls mit Kämpferplatten, an der Westwand laufen sie ohne Kämpfer hoch an die Wand an. Der in der Ausführung altertümlich-derb und ungelenk wirkende Bau gehört konzeptionell und in seiner Raumwirkung zu einer Gruppe von Hallenkirchen im südwestfälisch-nordhessischen Gebiet aus der zweiten Hälfte des 13. Jahrhunderts bis um 1300: Hallenberg, Meschede-Eversberg, Schmallenberg-Wormbach (alle Hochsauerlandkreis), Breidenbach (Kr. Marburg-Biedenkopf) und Battenberg, aber mit einhüftigen Gewölben in den Seitenschiffen. Der etwas gestelzte Dreiseitchor ersetzt einen ergrabenen Vorgänger von quadratischem Grundriss (vgl. Battenberg). Durch Fortführung der Wände nach oben ist er mit einer Art gegrateter Halbkuppel gewölbt, der Triumphbogen des Vorgängerbaus blieb jedoch als Anschluss bestehen. Zugehörig ist eine 1972 freigelegte Ausmalung des Innenraums, wohl vom „Frohnhäuser Meister“: Im Chor an der Südostwand Adam und Eva am Baum mit Schlange, ergänzt um Hase, Einhorn und Kranich mit dem nur teilerhaltenen Spruch: „So ist daß Paradieß mit seinen schönen / […] Gott hat gesetzt daß allererste Paar / Ach Adam hat es bald mit Eva […] / Als Gotteß Ebenbild einmahl […] / Was ist dann unaufh[…] / Inß andre Paradieß wo Christuß […]“. Die vollständige Ausmalung imitierte das Paradies Christi. Im Gewölbe eine Sonne, Sterne und zwei Fanfaren blasende Engel mit dem Wort „Friedt“ sowie dem Spruch: „Im Jahre nach Christi Geburt zu dem nach einmal sieben / und die siebzehn Hundert Jahr Zwanzig und hat geschrieben / ist dieses Gottes Haus in Frieden so gezirt / da sonsten über all der MARS die Trümmel Rührt / Bau Meistern Johannes Schmal zu Leysen [und] Hermann Mandel von Holsz Hausen“. In zwei Bögen gemalter Triumphbogen aus perspektivischen Quadern, Rahmungen der Chorfenster und von Fenstern im Schiff, teils phantasievoll, teils architektonisch mit Säulchen, teils mit Sprüchen darüber: „An den Eydt der Kirch geschworen / Denk o Mensch sonst bistu verlohren / 1728“. Möglicherweise nehmen die Fensterumrandungen heute nicht mehr erhaltene Rahmen aus der Erbauungszeit wieder auf. Zur vorreformatorischen Ausstattung könnte noch die Altarplatte gehören, ferner das Kruzifix des Altars aus dem letzten Drittel des 15. Jahrhunderts sowie Glocken von 1505 und 1523. Nachreformatorisch sind die inschriftlich datierte Holzkanzel aus dem Jahre 1610, der ebenfalls mit Jahreszahl bezeichnete Taufstein aus Sandstein von 1666. Die Orgel wurde 1761 von Gabriel Irle begonnen und von seinem Sohn Johann Heinrich Irle fortgeführt, schließlich 1764 von einem unbekannten Meister vollendet. Die jüngste historische Glocke stammt von Johann Melchior Derk in Münchhausen, 1786. | um 1150 / Wiederaufbau ab 1296 | 79234 DDB  |
| Bild gesucht BW | Ehemaliges Backhaus                | Laisa, Kirchstraße 16 LageFlur: 10, Flurstück: 76   | An der neu trassierten Kirchstraße ließ die Gemeinde Laisa im Jahre 1870 gegenüber der Kirche ein zweigeschossiges Backhaus errichten. Das massive, heute verputzte Erdgeschoss, das ehemals den Backofen beherbergte, wird über die Traufseite erschlossen und verfügt über sandsteingerahmte, unregelmäßig verteilte Öffnungen. Das Fachwerkobergeschoss mit seinem einfachen, dichten Fachwerkgefüge mit steilen geschosshohen Streben an den Eckständern wird über eine aufwendig gestaltete Tür in der Giebelseite erschlossen. Der Tür vorgelagert, eine Freitreppe bedeckend, erhebt sich ein auf profilierten Holzsäulen ruhendes Vordach. Das auf einer dreieckigen Parzelle die Einmündung der Schloßstraße in die Kirchstraße markierende öffentliche Gebäude, bildet nicht nur eine optische Einheit mit der Kirche, sondern zeigt auch städtebaulich den Beginn der westlich anschließenden regelmäßigen Neubebauung nach 1868 an. | um 1870                        | 79233 DDB  |
| Bild gesucht BW | Wohnhaus mit Stall und Scheune     | Laisa, Schulstraße 33 LageFlur: 10, Flurstück: 82   | Nach dem Brand 1868 errichtetes, zweigeschossiges, giebelständiges Fachwerkeinhaus. Das zur Straße verschieferte Einhaus erhebt sich über einem flachen, verputzten Sockel und zeigt ein einfaches, stockwerkweise ohne Überstände abgezimmertes konstruktives Fachwerkgefüge, das an den Eck- und Bundständern durch geschosshohe Streben ausgesteift wird. Die Erschließung erfolgt in der Mitte der Traufseite über eine einläufige Freitreppe, die im 20. Jahrhundert mit einem Windfang aus Fachwerk versehen wurde. Der im hinteren Bereich angesiedelte Stallbereich wird heute zum Teil von einer im 20. Jahrhundert errichteten Scheune verdeckt. | 1868                           | 79235 DDB  |